# 貝氏癩頸龜
貝氏癩頸龜（學名：Myuchelys bellii）是寬胸癩頸龜屬下的一種龜。 只生活在澳大利亞新南威爾士州。

## 分佈
貝氏癩頸龜生活在新南威爾士州納莫伊河、圭迪爾河、麥克唐納河和塞文河上游河段。

## 外部連結
- Bell's turtle